# Бешик-туй
Бешик-туй (узб. бешик тўйи, beshik tuyi) — торжественная церемония, проводимая в честь рождения ребёнка в тюркских семьях. Эта традиция отличается своими особенностями в разных государствах Центральной Азии. По традиции родственники малыша по материнской линии — бабушки и дедушки, дяди и тети дарят новый бешик. Все необходимые вещи для ребёнка, связанные с кроваткой, должны были быть подготовлены к его рождению. В честь рождения ребёнка стол должен был быть богато накрыт для родственников. Готовятся разные национальные блюда, такие как: плов, самса, шашлык из баранины, шурпа. Также обязательно должны быть поданы свежие лепешки и различные сладкие угощения. Для ребёнка заранее покупают игрушки и одежду.
Во многих местах (в частности, в Ташкенте) игрушки для ребёнка делались собственноручно. Родственники украшали кроватку, подарки загружались в тележку (машину) и неслись в сопровождении трубачей. Когда гостей приветствовали, предполагалось, что их намерения будут добрыми и светлыми, как символ пожелания счастья и здоровья ребёнку. После рождения ребёнка близкие родственники приходят к нему, дарят многочисленные подарки и выходят с пожеланием счастья, долгой жизни и здоровья разбрасывая сладости по его кроватке. После того как ребёнка привозили домой, родственники повторно навещали его, принося разные подарки, а также амулеты от сглаза.